# Mindenáron gyilkos
A Mindenáron gyilkos (eredeti cím: The Assignment) 2016-ban bemutatott amerikai bűnügyi thriller, melyet Walter Hill és Denis Hamill forgatókönyvéből Hill rendezett. A főszereplők Michelle Rodriguez, Tony Shalhoub, Anthony LaPaglia, Caitlin Gerard és Sigourney Weaver.
Világpremierje 2016. szeptember 11-én volt a Torontói Nemzetközi Filmfesztiválon, mielőtt a Saban Films korlátozott kiadásban kiadta volna a filmet 2017. március 3-án. Magyarországon DVD-n jelent meg szinkronizálva 2018 decemberében.

## Rövid történet
Egy profi bérgyilkos bosszút esküszik az őt elrabló és nővé operáló őrült plasztikai sebész ellen.

## Cselekmény
|  | Alább a cselekmény részletei következnek! |

Dr. Rachel Jane (Sigourney Weaver) egy galád plasztikai sebész, aki egy másik világot lát jobbnak. Miután elveszti orvosi engedélyét, illegális vizsgálatokat indít, és nem kívánt sebészeti kísérleteket végez az elszegényedett hajléktalanok körében. A filmet ekkor két idősíkra osztják fel; az egyikben a kényszerzubbonyban töltött állapotát, Dr. Ralph Galen (Tony Shalhoub) értékeli, a másik pedig két évvel tekint vissza a múltba.
Három évvel korábban, Jane testvérét, Sebastian-t a profi bérgyilkos, Frank Kitchen (Michelle Rodriguez) megölte. Miután Dr. Jane felfedezte Frank identitását, felbérelte Becsületes John-t (Anthony LaPaglia), hogy vigye el neki élve a bosszú miatt. Ám egyúttal lehetőség nyílik arra, hogy felmérje, mekkora fizikai identitást jelent Frank, ezért Jane nemi átrendelő műtétet végez, és nővé alakítja őt.
Frank elborzad új kinézetétől és mentálisan kiborul. Talál a szobában egy hormonokkal teli dobozt és egy kazettát, amit lejátszva észrevesz egy olyan üzenetet, melyben Jane ösztönzi a gyógyszerek szedéséről. Frank elhagyta a szállodát, és kapcsolatba lép egy lányával, akit Johnnie-nak (Caitlin Gerard) neveznek, és kéri, hogy maradjon az otthonába, míg helyreáll.
A rendőrség nem hisz a frusztrált Jane-nek Frank létezéséről. Amikor Galen ellentmond neki, a feldühödött nő megtámadja, mielőtt visszatartanák őt. Nem sokkal később, kérvényezi a törvényszéket bűneinek bevallása érdekében. Elmondja Frank műtétét és a minden megtörtént gyilkosságot a klinikáján, amelyek a bebörtönzéshez vezettek, de végső soron nem fejezi ki bánatát a cselekedeteiért.
Frank megpróbálja megölni az operáción résztvevőket, köztük Becsületes John-t és az embereit. Miután megtudja, hogy a műtét nem fordítható vissza, kihallgatja Becsületes John-t, akitől a sebész személyazonosságát kéri. Becsületes John megjegyzi, hogy Johnnie ismeri az orvost és részt vesz a játékban. Ezután megöli Becsületes John-t, és szembenéz Johnnie-vel. Elismeri, hogy az orvos megbízta őt Frank figyelésére, de nem ismerte a nevét. Frank kísértésbe esik amikor próbálja őt is megölni, de végül megkíméli életét és elküldi őt Nevadába. Elfogadja a segítséget az orvos csapdába ejtése érdekében. Az orvos emberei azonban számítottak Frank-re, és benyugtatózzák.
Frank felébred kényszerzubbonyban és végül szembesül Dr. Jane-el. Bejelenti szándékát, hogy elvégezzen egy másik műtétet a jobb karjának az eltávolításáról, hogy többé ne ölhessen. Frank képes legyőzni és megölni Jane testőreit, valamint sebészi asszisztensét. Jane újra megjelenik, és nagy késsel fenyegeti Franket, arra utalva, hogy a fegyvere töltényei kifogyott. Elismeri gyávaságát, amikor "életek és halálesetekről van szó", ekkor Jane azt javasolja, hogy barátságosan köszönjenek el egymástól. Frank megtagadja, újratölti a pisztolyát egy olyan golyóval, amelyet a cipőjének talpára rögzített, és meglövi Jane-t. Úgy alakítja át a helyszínt, mintha Jane asszisztense ölt volna meg mindenkit, Frank belehelyezi az eszméletlen Jane kezébe a kést.
A bosszú után, Frank felvesz egy videót, amelyben elmeséli a története valós oldalát, amit a halála után felszabadít. Elmondja Johnnie döntését is, hogy ő Reno-ban marad. Galennel tartott utolsó találkozása során, Dr. Jane feltárja reményét abban a hitben, hogy segít neki szellemileg felkészülni a tárgyalásra, de rájött; mindennek végre, miután megtámadta őt. Ezért inkább úgy döntött, hogy elfogadja a sorsát, miközben a leletet olyan eszközként használja, amivel bárki érdekelheti a történetet. A film befejezésekor, Jane megcsonkított keze látható; Frank levágta az újait, hogy soha többé ne végezzen műtéteket.
|  | Itt a vége a cselekmény részletezésének! |

## Szereplők
| Szereplő                  | Színész            | Magyar hang        |
| ------------------------- | ------------------ | ------------------ |
| Frank Kitchen / Tomboy    | Michelle Rodriguez | Pálmai Szabolcs    |
| Dr. Rachel Jane           | Sigourney Weaver   | Menszátor Magdolna |
| Dr. Ralph Galen           | Tony Shalhoub      | Háda János         |
| Becsületes John Hartunian | Anthony LaPaglia   | Kertész Péter      |
| Paul Wincott              | Paul McGillion     | Barbinek Péter     |
| Dr. Lin                   | Terry Chen         | Vári Attila        |
| Johnnie                   | Caitlin Gerard     | Hábermann Lívia    |
| Edward Gonzalez           | Zak Santiago       | Fehér Tibor        |

## A film készítése
A bosszúthrillert Walter Hill rendezte, Denis Hamill-lel együtt írva meg a forgatókönyvet. Saïd Ben Saïd és Michel Merktel volt a film producere az SBS Productions-ön keresztül. A film forgatása 2015. november 9-én kezdődött Vancouver és British Columbia (Kanada) területein.
A film stáblistája alatt a Guns N’ Roses zenéje hallható, Melissa Reese billentyűssel.

## Fogadtatás
A film általánosságban negatív értékeléseket kapott a kritikusoktól. A Metacritic oldalán a film értékelése 34% a 100-ból, amely 20 véleményen alapul. A Rotten Tomatoeson a Mindenáron gyilkos 32%-os minősítést kapott, 56 értékelés alapján.